# Elliott Erwitt
Elliott Erwitt, nato Elio Romano Erwitz (Parigi, 26 luglio 1928 – New York, 29 novembre 2023), è stato un fotografo statunitense specializzato in fotografia pubblicitaria e documentaria, noto per i suoi scatti in bianco e nero che ritraggono situazioni ironiche e assurde di tutti i giorni. Seguì lo stile di Henri Cartier-Bresson, maestro nel cogliere l'attimo decisivo.

## Biografia

### La giovinezza
Nato a Parigi da genitori ebrei di origine russa, Eugenia e Boris Erwitz, visse in Italia fino al 1938. La famiglia emigrò negli Stati Uniti d'America nel 1939 a causa delle leggi razziali fasciste. Qui Erwitt studiò fotografia al Los Angeles City College dal 1942 al 1944 e cinema alla New School for Social Research dal 1948 al 1950.

### La carriera fotografica
All'inizio degli anni '50 servì l'Esercito americano in Francia e in Germania come assistente fotografo. Erwitt fu influenzato dall'incontro di fotografi famosi come Edward Steichen, Robert Capa e Roy Stryker. Quest'ultimo, allora direttore del dipartimento di fotografia della Farm Security Administration, assunse Erwitt per lavorare su un progetto fotografico per la Standard Oil. Dopo questo periodo iniziò la carriera di fotografo freelance, lavorando per riviste quali Collier's, Look, Life e Holiday o aziende come Air France e KLM. Nel 1953 entrò a far parte della prestigiosa agenzia Magnum Photos, cooperativa che gli donò molta visibilità e che gli permise di intraprendere progetti fotografici in tutto il mondo.
Uno dei temi che Erwitt ha spesso fotografato nella sua carriera sono i cani, i quali sono stati oggetto di quattro dei suoi libri: Son of Bitch (1974), Dog Dogs (1998), Woof (2005) e Elliott Erwitt's Dogs (2008).
Una vecchia foto di Elliot Erwitt, un uomo e una donna che ballano in una cucina, venne usata per l'elegante copertina del disco The Ragpicker's Dream del cantautore e chitarrista britannico Mark Knopfler pubblicato nel 2002.

### La carriera cinematografica
Dal 1970 ha dedicato gran parte delle sue energie nel mondo del cinema. I suoi lungometraggi, spot televisivi, documentari e film includono: Arthur Penn: the Director (1970), Beauty Knows No Pain (1971), Red, White and Bluegrass (1973) ed è stato il vincitore del premio Glassmakers di Herat (1977). Fu inoltre accreditato come operatore addetto alla camera per Gimme Shelter (1970), fotografo di scena per Bob Dylan: No Direction Home (2005) e fotografo aggiunto per Get Out Yer Ya Ya (2009).
Una collezione di film di Erwitt sono stati proiettati nel 2011 nell'evento speciale intitolato An Evening with Elliott Erwitt al DocNYC Festival. Erwitt ha inoltre interpretato se stesso in un film documentario di Douglas Sloan, proiettato durante lo stesso festival ed intitolato Elliott Erwitt: I Bark at Dogs.
Morì nel sonno nella sua casa di New York a 95 anni, il 29 novembre 2023.

## Fotografie famose
- USA, New York City, 3500.
- USA, North Carolina, Segregated Water Fountains, 1950.
- USA, New York City, 1953.
- USA, NYC, Felix, Gladys, and Rover, 1974.
- USSR, Russia, Moscow, Nikita Khrushchev and Richard Nixon, 1959.
- USA, California, 1955.

## Opere
- Photographs and Anti-Photographs, 1972.
- Observations on American Architecture, 1972.
- Elliott Erwitt: The Private Experience, 1974.
- Son of Bitch, 1974.
- Recent Developments, 1978.
- Personal Exposures. 1988.
- On the Beach, 1991.
- To The Dogs, 1992.
- The Angel Tree, 1993.
- Between the Sexes, 1994.
- 100+1 Elliott Erwitt, 1997.
- Dog Dogs, 1998.
- Museum Watching, 1999.
- Snaps, 2001.
- EE 60/60, 2002.
- Elliott Erwitt's Handbook, 2002.
- Woof, 2005.
- Elliott Erwitt's Rome, 2009.
- Elliott Erwitt's New York, 2009.
- The Art of Andre S. Solidor aka Elliott Erwitt, 2010.
- Elliott Erwitt Personal Best, 2010.
- Sequentially Yours, 2011.

## Mostre
- Milano, 16 ottobre 2019 - 15 marzo 2020, Elliott Erwitt. Family, Museo delle culture (MUDEC);
- Senigallia, 30 giugno 2022 - 16 settembre 2022, Elliott Erwitt. Icons, Palazzetto Baviera.
- Pordenone, 6 novembre 2022 - 10 febbraio 2023, Elliot Erwitt. Il mio sguardo sul mondo. Fotografie inedite e celebri, Galleria Harry Bertoia.
- Milano, 27 maggio/ 16 ottobre 2022, Museo diocesano, ELLIOTT ERWITT 100 fotografie[5]
- Firenze 20 OTT 2022 – 26 FEB 2023, Villa Bardini, Firenze, “Photograph”.
- Bari, 28 dicembre 2023 - 31 marzo 2024, Teatro Margherita. Elliot Erwitt icons (prima mostra postuma).
- Saluzzo (CN), 19 ottobre 2024 - 23 febbraio 2025, "Elliott Erwitt - L'ideale fuggevole"
- Pisa, 26 dicembre 2024 - 4 maggio 2025, "Elliott Erwitt. Icons", Arsenali Repubblicani
- Palermo, 28 maggio 2025 - 30 novembre 2025, Palazzo Reale, Sale Duca di Montalto (190 opere, di cui 110 in mostra e le altre in video proiezione in HD)

## Filmografia
- Elliott Erwitt - Il silenzio ha un bel suono (Elliott Erwitt: Silence Sounds Good), regia di Adriana Lopez Sanfeliu (2019);